# Liutpold Bavarski
Liutpold  Bavarski (tudi Luitpold), koroški  grof (približno od 893— ?), mejni  grof Vzhodne krajine, nato bavarski in koroški vojvoda (?—907). *?,  † 907, utemeljitelj dinastije Liutpoldincev. 
Liutpold je bil poročen s Kunigundo, kasnejšo vzhodnofrankovsko kraljico,  s katero je imel sinova Arnulfa in Bertolda, ki sta po njegovi smrti vladala v Karantaniji in na Bavarskem.  Liutpold je bil najverjetneje neslovanskega  porekla, bil je »sorodnik« Karolingov. Ko se je dotedanji karantanski grof Ruodpert zaradi upornega brata in bratranca pri Arnulfu Koroškem  znašel v nemilosti, je pobegnil na Moravsko, kjer je kmalu umrl. Arnulf je karantansko (koroško) vojvodino dodelil svojemu sorodniku Liutpoldu. Od leta 893 je Liutpold postal tudi mejni grof v Vzhodni krajini.
Z madžarskimi vpadi se je varnostna situacija na panonskem področju močno poslabšala, zato je Arnulf Koroški upravo nad Spodnjo Panonijo že leta 896 prepustil slavonskemu knezu Braslavu. Tudi Liutpold je kot mejni grof skrbel za obrambo pred Madžari. Vsi ti ukrepi so bili brez večjega uspeha — Madžari so do leta 900 panonsko področje kljub temu povsem opustošili. Leta 901 je Liutpold kljub temu uspešno zaustavil napad Madžarov na Karantanijo(Koroško).
Medtem je leta 899 Arnulf umrl. Liutpold je kot karantanski grof ter obenem kot grof Vzhodne krajine po Arnulfovi smrti dobil prevladujoč položaj tudi na Bavarskem, obenem pa je postal varuh mladoletnega vzhodnofrankovskega kralja Ludvika IV. Otroka (vladal 900—911), kar mu je med Vzhodnimi Franki zagotovilo vodilni položaj v letih med 900 in 907. Liutpold je v letih 903 in 905 še omenjen kot mejni grof. Vsaj ob svoji smrti pa Liutpold kot kaže ni bil zgolj grof, ampak je bil tudi že vojvoda Bavarcev in vojvoda Karantancev.
Leta 907 je v odločilni bitki pri Bratislavi Liutpold kot zadnji karantanski prefekt izgubil življenje, pa tudi njegove bavarsko-karantanske sile so bile v spopadu hudo poražene in ozemlje na področju Panonije, Vzhodne krajine in današnje Slovenije je padlo v madžarske roke. Po njegovi smrti je kot bavarski vojvoda očeta nasledil Arnulf Bavarski. Nekoliko kasneje, vsaj od leta 927 je kot koroški vojvoda izpričan Liutpoldov drugi sin Bertold.